# Cinara soplada
Cinara soplada är en insektsart som beskrevs av Hottes 1956. Cinara soplada ingår i släktet Cinara och familjen långrörsbladlöss. Inga underarter finns listade i Catalogue of Life.